# FAM86B1
FAM86B1 (англ. Family with sequence similarity 86 member B1) – білок, який кодується однойменним геном, розташованим у людей на 8-й хромосомі. Довжина поліпептидного ланцюга білка становить 296 амінокислот, а молекулярна маса — 32 865.
| 10         |  | 20         |  | 30         |  | 40         |  | 50         |
| ---------- |  | ---------- |  | ---------- |  | ---------- |  | ---------- |
| MAPEENAGTE |  | LLLQGFERRF |  | LAVRTLRSFP |  | WQSLEAKLRD |  | SSDSELLRDI |
| LQKTVRHPVC |  | VKHPPSVKYA |  | WCFLSELIKK |  | SSGGSVTLSK |  | STAIISHGTT |
| GLVTWDAALY |  | LAEWAIENPA |  | AFINRTVLEL |  | GSGAGLTGLA |  | ICKMCRPRAY |
| IFSDPHSRVL |  | EQLRGNVLLN |  | GLSLEADITG |  | NLDSPRVTVA |  | QLDWDVAMVH |
| QLSAFQPDVV |  | IAADVLYCPE |  | AIVSLVGVLQ |  | RLAACREHKR |  | APEVYVAFTV |
| RNPETCQLFT |  | TELGRDGIRW |  | EAEAHHDQKL |  | FPYGEHLEMA |  | MLNLTL     |

A: Аланін

C: Цистеїн

D: Аспарагінова кислота

E: Глутамінова кислота

F: Фенілаланін

G: Гліцин

H: Гістидин

I: Ізолейцин

K: Лізин

L: Лейцин

M: Метіонін

N: Аспарагін

P: Пролін

Q: Глутамін

R: Аргінін

S: Серин

T: Треонін

V: Валін

W: Триптофан

Кодований геном білок за функціями належить до трансфераз, метилтрансфераз. 
Задіяний у таких біологічних процесах, як ацетилювання, альтернативний сплайсинг. 
Білок має сайт для зв'язування з S-аденозил-L-метіоніном. 